# میروسواف زبرویویچ
میروسواف زبرویویچ (لهستانی: Mirosław Zbrojewicz؛ ‏ تلفظ لهستانی: [miˈrɔswaf]؛ زادهٔ ۲۵ فوریهٔ ۱۹۵۷) بازیگر اهل لهستان است.
از فیلم‌ها یا برنامه‌های تلویزیونی که وی در آن نقش داشته‌است، می‌توان به کیلر، بایگان، خبرچینان – پدران و دختران، شر کمتر، ۱۹۳۹ نبرد وسترپلاته، رفتارشناس، عروس جنگ، قواعد بازی، یخ‌ژاله، عملیات سنبل، پسرها گریه نمی‌کنند، موج جرم و جنایت، ورای تخت جراحی، سرهنگ کفیاتکوفسکی، جاسوسان ورشو، سال‌های شیرین، برادر الهی ما، جادوگر (مجموعه تلویزیونی)، جادوگر (فیلم)، اجاره‌نشین‌ها، کارآگاهان جنایی، ۱۹۸۳، پان تادئوش، طاقت بیاور، ع چون عشق، یعقوب کذاب، انگشتری با نشان عقاب تاج‌دار و یک اپیزود از هشدار برای کبرا ۱۱ اشاره کرد.